# Controversia del XVII Karmapa
Secondo la tradizione della scuola Karma Kagyu, il Karmapa prima di morire lascia una lettera con i dettagli relativi a chi sarà il suo successore. Il 16º Karmapa morì nel 1981, e nel 1992 la sua lettera di predizione fu resa pubblica da Pema Tönyö Nyinje, il 12º Situ Rimpoche del Tai Situpa, il terzo lignaggio più importante della scuola Kagyu. Secondo tale lettera il titolo di nuovo Karmapa sarebbe dovuto andare a Ogyen Trinley Dorje, figlio di una coppia di pastori nomadi nel Tibet orientale, nella antica signoria di Lathog, in un accampamento di nome Bakor, che venne riconosciuto come tale dal governo cinese e da diverse guide spirituali del buddismo tibetano, tra cui Gyaltsab Rinpoche ed inizialmente anche da Jamgon Kongtrul Rinpoche, influenti tulku del lignaggio Kagyu, allievi del 16º Karmapa, nonché dal Dalai Lama, tulku della scuola Gelug.
Forte di tali appoggi Ogyen Trinley Dorje fu nominato reincarnazione del Karmapa il 27 settembre del 1992, la cerimonia fu tenuta nel monastero di Tsurphu, la tradizionale sede tibetana dei Karmapa, alla presenza di diversi leader delle varie scuole del buddismo tibetano. Furono contrari alla procedura di nomina e non parteciparono all'evento i lama del monastero di Rumtek, sede in esilio del Karmapa, i membri dell'influente organizzazione Karmapa Charitable Trust, fondata dal 16º Karmapa, ed i rappresentanti dei maggiori centri Kagyu dell'occidente.
Shamar Rinpoche, il capo spirituale del lignaggio Shamarpa, tra i più importanti della scuola Kagyu, che a sua volta non presenziò alla cerimonia d'investitura di Ogyen Trinley Dorje, aveva da sempre proclamato la falsità della lettera di predizione pubblicata dal Tai Situpa, chiedendone una perizia legale che non è mai stata concessa. Il patriarca vedeva nella presunta frode il tentativo di una parte del clero tibetano di ingraziarsi il governo di Pechino, sostenendo, inoltre, che i cinesi appoggiano Ogyen Trinley Dorje sia per vedere legittimata da quest'ultimo l'occupazione del Tibet sia per creare frapposte fazioni in seno alla comunità tibetana.
In mancanza di una lettera di predizione attendibile, ed in base alle segnalazioni dei lama di Lhasa, Shamar Rinpoche ha riconosciuto nel 1988 come reincarnazione del Karmapa il monaco Trinley Thaye Dorje, figlio di Mipham Rinpoche, la reincarnazione di un importante lama della scuola Nyingmapa, che ha investito del titolo il 17 marzo del 1994 a Nuova Delhi in India. 
A distanza di più di vent'anni la controversia è ancora in atto e ha provocato grandi tensioni tra le diverse componenti del buddismo tibetano, generando gravi episodi di violenza e addirittura accuse di responsabilità delle parti in causa in casi di sospetto omicidio.
Oltre alle due fazioni contrapposte vi sono alcuni eminenti lama che cercano di mediare tra le parti, fra le varie ipotesi ventilate suggestiva è quella che entrambi i nuovi Karmapa possano essere riconosciuti tali e coesistere in maniera pacifica e costruttiva.

## Primo incontro tra i due candidati e successivi contatti
Nell'ottobre 2018 Trinley Thaye Dorje e Ogyen Trinley Dorje si sono incontrati in Francia per la prima volta con l'intento di stabilire una relazione personale. Nell'ottobre 2019 hanno anche pubblicato congiuntamente una preghiera di lunga vita  per la reincarnazione di Shamar Rinpoche.